# محیط نوری
```
در 
نورشناسی
 
محیط نوری
 ماده ای است که 
نور
 و سایر 
امواج الکترومغناطیس
 در آن منتشر می شوند.
این محیط یک نوع 
محیط انتقال
 است.گذردهی و نفوذ پذیری محیط نحوه انتشار امواج الکترومغناطیسی را تعیین می کند.

محیط نوری
 می تواند جامد،مایع و گاز باشد.در 
محیط نوری
 نور می تواند از طریق جذب،انکسار،پراکندگی و
تغییر جهت به طور مختلف تأثیر پیدا کند.شیشه،آب،هوا و فیبر نوری مثال هایی از 
محیط نوری
 هستند.
```

## خواص
محیط نوری دارای مقاومت درونی طبیعی است که به طور ذیل تعیین می شود:
{\displaystyle \eta ={E_{x} \over H_{y}}}
{\displaystyle E_{x}} و {\displaystyle H_{y}} به ترتیب میدان الکتریکی و میدان مغناطیسی هستند. در یک منطقه
بدون هادی الکتریکی عبارت به صورت زیر ساده تر می شود:
{\displaystyle \eta ={\sqrt {\mu  \over \varepsilon }}\ .}
برای مثال، در فضای ازاد مقاومت درونی به عنوان مقاومت مشخص فرآیند شناخته می شود و با نماد Z0 نشان داده می شود.
{\displaystyle Z_{0}={\sqrt {\mu _{0} \over \varepsilon _{0}}}\ .}
امواج از طریق یک محیط با سرعت انشار می یابند.{\displaystyle c_{w}=\nu \lambda }. 
{\displaystyle \nu } فرکانس است و {\displaystyle \lambda } طول موج،موج الکترو مغناطیسی است.این معادله همچنین می تواند به شکل زیر نوشته شود:
{\displaystyle c_{w}={\omega  \over k}\ }
{\displaystyle \omega } بسامد زاویه ای موج است و {\displaystyle k} عدد موج است.
در مهندسی برق نماد {\displaystyle \beta } ثابت فاز نامیده می شود و گاهی اوقات جایگزین {\displaystyle k} می شود.
سرعت انتشار امواج الکترو مغناطیس در فضای آزاد یک حالت مرجع استاندارد دارد که با C0 نشان داده می شود.
{\displaystyle c_{0}={1 \over {\sqrt {\varepsilon _{0}\mu _{0}}}}\ }
{\displaystyle \varepsilon _{0}} ثابت الکتریکی و {\displaystyle ~\mu _{0}\ } ثابت مغناطیسی است.